# Palliduphantes ceretanus
Palliduphantes ceretanus là một loài nhện trong họ Linyphiidae.
Loài này thuộc chi Palliduphantes. Palliduphantes ceretanus được J. Denis miêu tả năm 1962.